# 신도중학교 (서울)
신도중학교(新都中學校)는 대한민국 서울특별시 은평구 진관동에 있는 공립 중학교이다.

## 학교 연혁
- 2009년 8월 27일 : 신도(新都)중학교 설립 인가
- 2010년 3월 1일 : 심재홍 초대 교장 취임, 서울시교육청 방과후 활성화학교 지정
- 2010년 3월 2일 : 제1회 입학식
- 2010년 5월 19일 : 개교기념식
- 2011년 2월 10일 : 제1회 졸업식(남 19명, 여 31명 총 50명)
- 2011년 3월 1일 : 서울시교육청 학교문화(자치) 선도학교 지정
- 2012년 12월 31일 : 학교운영위원회 운영 우수학교 교육감 표창, 생활지도 우수학교 교육감 표창
- 2014년 3월1일 : 제 2대 홍정희교장 취임, 학부모 학교 참여 교육 시범학교(2년) 지정
- 2015년 12월 31일 : 교육과정 우수학교 교육장 표창
- 2016년 12월 31일 : 교육과정 우수학교 교육감 표창
- 2018년 3월 1일 : 제3대 정호남교장 취임
- 2019년 4월 5일 : 수능 및 대입 유공자 교육부장관 표창
- 2019년 9월 1일 : 제4대 김남형교장 취임
- 2021년 3월 1일 : 제5대 박선영 교장 취임
- 2021년 12월 31일 : 학교예술교육활성화 우수학교 교육감 표창, 친환경 생태교육 서울특별시장 표창
- 2023년 12월 31일 : 학교폭력 예방 우수학교 교육감 표창
- 2023년 1월 6일 : 제13회 졸업식(총누계 3,416명)
- 2024년 1월 5일 : 제14회 졸업식 (총누계 3,820명)

## 교훈 및 상징
- 교훈 : 꿈, 그것은 도전을 위해 존재한다
- 교목 : 소나무
- 교화 : 무궁화

## 학교 시설
- 밴드부실, 무용실, 가정실, 기술실, 소강당, 운동장,  음악실(2개) 등등

## 참고 자료
- 신도중학교 - 한국교육학술정보원 학교알리미